# Janetia cerris
Janetia cerris är en tvåvingeart som först beskrevs av Vincenz Kollar 1850.  Janetia cerris ingår i släktet Janetia och familjen gallmyggor. Inga underarter finns listade i Catalogue of Life.